# 鄭崇華 (小惑星)
鄭崇華（チェン・チュンホア、またはブルース・チェン、168126 Chengbruce）は、小惑星帯にある小惑星。台湾の鹿林天文台で楊庭彰 (Ting-Chang Yang) と葉泉志 (Quanzhi Ye) が発見した。
デルタ電子の創立者、鄭崇華から命名された。